# Ascurra
Ascurra é um município brasileiro da região sul, localizado no estado de Santa Catarina, na mesorregião do Vale do Itajaí, microrregião de Blumenau. Localiza-se a uma latitude 26º57'19" sul e a uma longitude 49º22'32" oeste, estando a uma altitude de 88 metros. Sua população estimada em 2020 foi de 7.978 habitantes. Possui uma área de 111,67 km².

## História
O distrito de Ascurra foi criado pela lei municipal nº 120 de 16 de abril de 1919 do município de Blumenau. Em 1929 a lei estadual nº 1650 extingue o distrito de Ascurra, que só viria a ser recriado em 4 de agosto de 1933, sempre subordinado a Blumenau. No ano seguinte a lei estadual nº 526 de 28 de fevereiro desmembra Ascurra de Blumenau para formar o novo município de Indaial. Somente em 1963 Ascurra viria a se tornar município separando-se de Indaial pela lei estadual nº 878 de 1 de abril.
Em Ascurra predomina a colonização italiana. A agricultura, mais precisamente a rizicultura constituem a mais importante atividade econômica do município.
A instalação do município de Ascurra ocorreu no dia 7 de abril de 1963. O governo estadual nomeou como primeiro prefeito o senhor José Buzzi que empossou o poder executivo municipal naquele dia. Durante a eleição municipal de 1963, o primeiro prefeito eleito foi Leandro Possamai.

## Geografia

### Relevo
Assim como os demais municípios da região, o relevo de Ascurra é constituído de superfícies planas, onduladas e montanhas/serras cristalinas, de embasamento cristalino, formação escudo-cristalino.

### Hidrografia
A cidade é banhada pelo Rio Itajaí-Açu, sendo seus principais afluentes os Ribeirões Guaricanas e São Paulo.

### Municípios limítrofes
Os municípios limítrofes de Ascurra são Rodeio e Benedito Novo ao norte, Indaial ao leste, Apiúna ao sul e Ibirama ao oeste.

### Clima
O clima do município de Ascurra classifica-se como mesotérmico úmido, segundo a classificação do clima de Köppen. Tal tipo climático se caracteriza por não possuir estação definida, com verões quentes, apresentando uma temperatura média anual de 21,5 graus centígrados e uma precipitação total anual entre 1770 e 1799 mm.
| Mês                     | Jan | Fev | Mar | Abr | Mai | Jun | Jul | Ago | Set | Out | Nov | Dez |
| ----------------------- | --- | --- | --- | --- | --- | --- | --- | --- | --- | --- | --- | --- |
| Máximas °C              | 29  | 29  | 28  | 26  | 24  | 22  | 21  | 22  | 22  | 24  | 26  | 28  |
| Mínimas °C              | 22  | 22  | 22  | 20  | 16  | 14  | 14  | 14  | 16  | 19  | 19  | 21  |
| Precipitação média (mm) | 195 | 153 | 110 | 81  | 84  | 71  | 74  | 61  | 104 | 116 | 98  | 140 |
| Fonte: MSN Weather      |     |     |     |     |     |     |     |     |     |     |     |     |

Em Ascurra, janeiro é o mês mais chuvoso, com 195 mm, e junho o mais seco, com 71 mm.

## Política

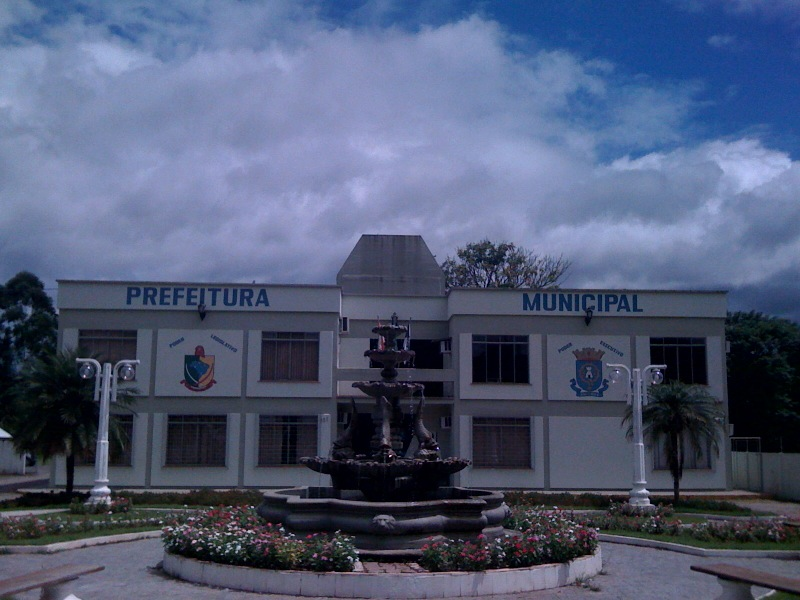
Prefeitura Municipal de Ascurra.

O total de eleitores do município de Ascurra é, atualmente, de 5.620.
Arão Josino da Silva (NOVO) é o atual prefeito eleito em outubro de 2020.
O poder legislativo está na Câmara de Vereadores. Há a representatividade de nove vereadores.
Com relação ao Poder Judiciário, em 7 de abril de 2003 foi instalada a Comarca de Ascurra, com sede na cidade de Ascurra, no Fórum Juiz João Pacheco Filho, abrangendo também as cidades de Rodeio e Apiúna. A Comarca de Ascurra possui uma única vara.
Ascurra pertence à 15ª Zona Eleitoral do Tribunal Regional Eleitoral de Santa Catarina, sediada em Indaial, da qual também fazem parte os municípios de Rodeio e Apiúna.

### Divisão territorial
Existem atualmente onze bairros em Ascurra:
| - Caminho de Lurdes (Tamanduá) - Centro - Estação - Guaricanas - Ilse | - Monte Alegre - Ribeirão Santa Bárbara, - Ribeirão São Paulo - São Francisco - Vila Nova - Vila Isabel |

## Demografia
A população total estimada em 2009, segundo dados do IBGE, é de 6.945 habitantes, um decréscimo de 560 habitantes em comparação a 2002, e a terceira diminuição populacional na cidade em 7 anos.
Atualmente, Ascurra é o 157º município mais populoso do estado. A população urbana, em 2000, era de 6.119 pessoas (88,2%) e a população rural de 815 pessoas (11,8%).
Quanto a qualidade de vida, o coeficiente de Gini, cálculo realizado para medir a desigualdade social, é de 0,824, visto que a mais imperfeita é um e a mais perfeita é zero. Segundo o PNUD, Ascurra apresenta um IDH geral de 0,813, considerado alto, e está na posição 73ª no ranking de desenvolvimento humano de Santa Catarina e 316ª no cenário brasileiro. A renda per capita está na 75ª posição entre os municípios catarinenses, com um IDH de 0,720 - médio.

### Etnias
No censo demográfico de 2000, a composição étnica do município era de 6.405 (92,4%) brancos, 325 (4,7%) pardos, 5 (0,7%) afrodescendentes, 5 (0,07%) indígenas e 5 (0,07%) amarelos.

### Religião
O censo demográfico realizado em 2000, pelo IBGE, apontou a seguinte composição religiosa em Ascurra:
- 84,7% dos ascurrenses (5.874) declaram-se católicos;
- 11,8% (818) declaram-se evangélicos;
- 0,3% (16) declaram-se sem religião, podendo ser agnósticos, ateus ou deístas;
- 0,2% (12) declaram-se espíritas.

## Economia
| Anos | PIB (em mil reais) | PIB per capita (em reais) |
| ---- | ------------------ | ------------------------- |
| 2002 | 50.348             | 7.036                     |
| 2003 | 54.487             | 7.523                     |
| 2004 | 57.848             | 7.892                     |
| 2005 | 64.893             | 8.748                     |
| 2006 | 70.116             | 9.343                     |
| 2007 | 75.074             | 11.104                    |

O movimento econômico pode assim ser dividido:
- Agricultura: 05%
- Comércio: 30%
- Indústria: 65%

### Agropecuária
Estima-se que o município possua cerca de 303 propriedades rurais, a maioria exploradas em regime de economia familiar, convivendo lado a lado com a indústria e distribuídas em oito comunidades rurais.
A agricultura tem com grande atividade econômica, o cultivo do arroz irrigado, onde a produtividade média é de 7.000 kg/Há.
Em menor escala, e normalmente como atividade de subsistência, produz-se também nas propriedades rurais do município: milho, banana, fumo, mandioca, batata-doce e arroz, oleicultura, fruticultura, apicultura, avicultura, suinocultura, piscicultura, vinicultura.

## Infraestrutura

### Energia
O órgão responsável pela distribuição de energia elétrica no município é a Centrais Elétricas de Santa Catarina (CELESC), sendo que 99 % da população tem acesso.
A subestação supridora de energia elétrica esta localizada na cidade de Timbó, distante cerca de 25 km, e sua capacidade transformadora é de 40,50 MVA.

### Educação
O Censo Escolar do Inep aponta para um número total de 1.936 alunos matriculados em Ascurra durante o ano letivo de 2006. Naquele ano, os alunos encontravam-se assim distribuídos:
| |         |
| \| Creches \| 14,20 % \| \| Pré-Escola \| 8,36 % \| \| Ensino Fundamental \| 59,40 % \| \| Ensino Médio \| 17,82 % \| \| Educação Especial \| 0,20 % \| |         |
| Creches | 14,20 % |
| Pré-Escola | 8,36 %  |
| Ensino Fundamental | 59,40 % |
| Ensino Médio | 17,82 % |
| Educação Especial | 0,20 %  |

Desse total, pouco mais de 16% dos alunos dos ensinos infantil, fundamental e médio encontram-se em escolas privadas.
A cidade conta com um número total de 122 docentes nos Ensinos Pré-Escolar, Fundamental, Médio e Superior, segundo informações do IBGE para o ano de 2008. O analfabetismo na cidade é de 4,65% entre a população.
Na classificação do PNUD para a educação, Ascurra está na 88ª posição dos municípios de Santa Catarina, apresentando um IDH educacional de 0,894, considerado elevado.

### Transporte

#### Veículos particulares
A frota ascurrense em dezembro de 2009 era de 3.840 veículos, atingindo a média de um carro para cada dois habitantes.

#### Ônibus
Algumas empresas de transporte rodoviário de passageiros, tais como a Auto Viação Catarinense e Expresso Presidente Getúlio, possuem linhas que ligam o município a outras cidades do estado. No entanto, como os horários e linhas são muito limitados, pode ser necessário se deslocar até ao Terminal Rodoviário da cidade de Blumenau, distante cerca de 40 km de Ascurra.

#### Transporte aéreo
O acesso aéreo a Ascurra é servido principalmente pelo Aeroporto Internacional Ministro Victor Konder, localizado na cidade de Navegantes. O aeroporto fica a aproximadamente oitenta e nove quilômetros do Centro de Ascurra. O acesso é efetuado através da BR-470 e pode ser feito de carro, táxis ou ainda, de ônibus.A cidade de ascurra não possui um aeroporto próprio
Alternativamente, pode ser utilizado o Aeroporto Internacional Hercílio Luz, localizado em Florianópolis, distante cerca de cento e oitenta e quatro quilômetros de Ascurra.

### Saúde
Segundo o 6, a saúde ascurrense se encontra na 112ª posição em Santa Catarina, com um IDH de 0,824, considerado elevado. A expectativa de vida é de 74,4 anos. A taxa de fecundidade é de 2,24 filho por mulher, enquanto a mortalidade infantil apresenta um coeficiente de 14,8 mortes por mil recém-nascidos.
Em 2005, existiam 6 estabelecimentos voltados para a saúde em Ascurra, sendo 3 públicos, todos municipais, e 3 privados, todos sem fins lucrativos.

### Abastecimento de água
O serviço de abastecimento de água é feito pela Companhia, sendo que 950% dos estabelecimentos e residências no município estão servidos de água tratada. O restante dos municípios é abastecido com nascentes, poços e poços artesianos.
No município de Ascurra, a captação de água bruta é realizada no Rio Itajaí-Açu, manancial pertencente à Bacia Hidrográfica do Rio Itajaí-Açu.

## Cultura

### Calendário oficial

#### Feriados em Ascurra
- 01/01 - Confraternização Universal
- 07/04 - Emancipação do Município - Lei Municipal nº 915, 16 de Dezembro de 2002
- 10/04 - Paixão de Cristo (data móvel)
- 21/04 - Tiradentes
- 01/05 - Dia do Trabalho
- 11/06 - Corpus Christi - Lei Municipal nº 527/1989 (data móvel)
- 07/09 - Independência do Brasil
- 12/10 - Nossa Senhora Aparecida
- 02/10 - Finados – Lei Municipal nº 527/1989
- 15/11 - Proclamação da República
- 25/12 - Natal

#### Pontos facultativos
- 23/02 - Carnaval (data móvel);

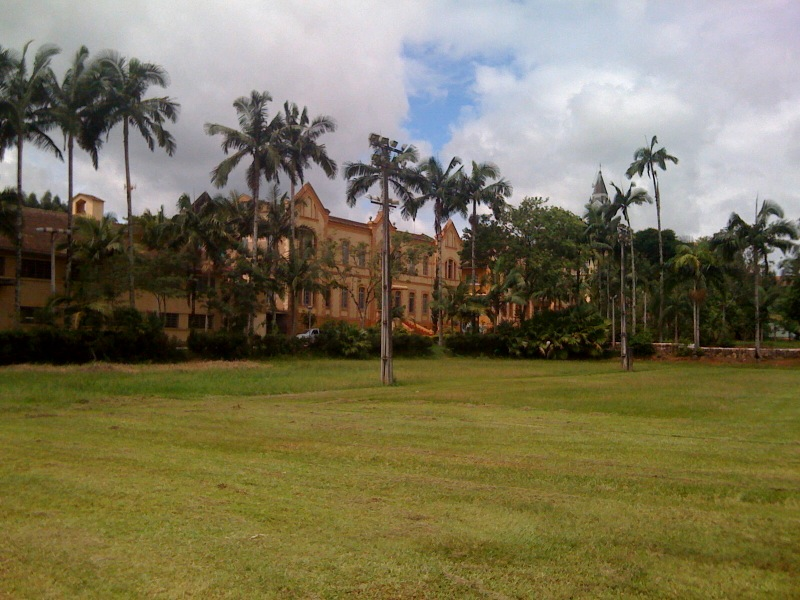
Colégio São Paulo, no centro de Ascurra.

- 15/10 - Dia do Professor - Lei Compl. Municipal nº 14, de 20 de Abril de 1995
- 28/10 - Dia do Servidor Público - Lei Compl. Municipal nº 14, de 20 de Abril de 1995
- 24/12 - Véspera do Natal
- 31/12 - Véspera de Ano Novo

(Fonte: Diário Municipal)

### Espaços destacados
| Logradouros - Rua Benjamin Constant Igrejas e templos - Igreja Matriz Santo Ambrósio Arquitetura - Antigo Seminário Salesiano e atual Colégio São Paulo | Ecoturismo - Cruz de Pedra - Salto das Andorinhas Outros - Restaurante da Mariota - Vinícola Castelli Mondini |